# ホンシャクナゲ
ホンシャクナゲ（本石楠花、学名: Rhododendron japonoheptamerum var. hondoense ）はツツジ科ツツジ属シャクナゲ亜属の常緑低木。ツクシシャクナゲを分類上の基本種とする変種。深山に生える。別名、シャクナゲ、オオバシャクナゲ。

## 分布と生育環境
日本固有種。本州の新潟県西部以西、四国の四国山地に分布し、深山の岩場や尾根筋に生育する。
本種の群落地である、岐阜県大垣市の「一之瀬のホンシャクナゲ群落」と滋賀県蒲生郡日野町の「鎌掛谷ホンシャクナゲ群落」が国の天然記念物に指定されている。

## 形態・生態
樹高は1 - 5メートル (m) になり、大きいものは幹が直径10 - 15センチメートル (cm) になる。幹は直立するが、下部から曲がる。株立ち上になることもある。樹皮は灰白色で、古くなると不規則にはがれる。若い枝は緑色で、灰白色の毛が密に生える。葉は互生し、革質で厚く、枝先に集まってつき、葉柄は長さ1 - 2.5 cmになる。葉身は長さ8 - 18 cm、幅1.5 - 5 cmになり、長楕円形で、先はとがる。葉の表面は無毛で光沢があり、裏面には銀白色や淡褐色の軟毛が薄く一面に生える。基本種のツクシシャクナゲの葉の裏面は赤褐色のビロード状の毛が密に生える。
花期は4 - 6月。枝先に短い総状花序をつけて、多数の花を横向きにつける。花柄は長さ2 - 3 cmになり、褐色の毛が生える。花冠は紅紫色から淡紅紫色でまれに白色があり、径約5 cmの漏斗形で7裂、まれに8裂する。雄蕊はふつう14本、まれに16本で、花糸の下部に短毛が密生する。花柱は無毛で、子房には短毛が密生する。果実は蒴果で長さ1 - 5 cmの円柱形になり、褐色の毛が生える。
花芽は枝先につき、広楕円形で多数の芽鱗に包まれており、はじめ総苞に包まれる。この大きな花芽から、美しい花を咲かせる。葉芽は花芽の下や葉の付け根につき、小さい。葉痕は心形や半円形で、維管束痕は5 - 7個つく。
- 樹皮
- 花期のホンシャクナゲ
- 花は総状花序につける
- 葉は長楕円形で厚く光沢がある

## 下位分類
- シロバナホンシャクナゲ Rhododendron japonoheptamerum Kitam. var. hondoense (Nakai) Kitam. f. leucanthum (Nakai) T.Yamaz. [9]